# Vissel Kobe
El Vissel Kobe és un club de futbol japonès de la ciutat de Kōbe. El club nasqué l'any 1966 com a club semiprofessional amb el nom de Kawasaki Steel Soccer Club a la ciutat de Kurashiki. El 1994 la ciutat de Kōbe arribà a un acord amb la companyia Kawasaki Steel per moure el club a aquesta ciutat i competir a la J. League amb el nom de Vissel Kobe.

## Història
El club va ser fundat com un equip semiprofessional de l'empresa d'acers Kawasaki el 1966, situada a la ciutat de Kurashiki, a la prefectura d'Okayama. Va aconseguir el seu ascens a la primera divisió de la JSL el 1986, i va romandre en ella fins a la reestructuració del campionat passant a la JFL.
El 1994 la ciutat de Kobe va aconseguir un acord amb Kawasaki Steel per traslladar l'equip a la seva ciutat, i començar així una carrera per lluitar per tenir un equip professional. Va passar a dir-se Vissel Kobe, que és una combinació de les paraules victory (victòria en anglès) i vessel (vaixell en anglès) en referència a la història de Kobe com a ciutat portuària, i va comptar amb el suport de l'empresa Daiei com a patrocinador principal. El 1996 obtenen el seu ascens per debutar a la J. League.
El seu pas per la màxima competició no va ser gaire bo, i després del seu descens a la J2 League va començar a perdre patrocinadors. L'any 2004 l'equip va estar a un pas de declarar-se en fallida, però va ser venut a Crimson Group, un grup inversor propietari també del portal web de vendes Rakuten. Després de realitzar diverses inversions i fins i tot canviar els colors de l'equip (que anteriorment era albinegre) va tornar ascendir l'any 2006.
Entre 2007 a 2011 l'equip va acabar a la part inferior de la taula cada any. El 2012 van acabar 16ens, tercers per la cua, i van tornar a descendir a la J2.
El 2013 Vissel va acabar en segon lloc, 4 punts per darrere de Gamba Osaka, aconseguint el seu retorn a la J1 per a la temporada 2014.
El 6 de desembre de 2014, Rakuten va comprar l'equip de Crimson Group. Al maig de 2018, Vissel va fitxar Andrés Iniesta del FC Barcelona.

## Plantilla actual
A 24 juliol 2025.
| N. | Pos. | Nac. | Jugador                    |
| -- | ---- | --- | -------------------------- |
| 1  | POR  | [[Fitxer:Flag of Japan.svg\|23x15px\|border \|alt=Japó\|link=Selecció de futbol del Japó\|{{#if:\|]]      | Daiya Maekawa              |
| 2  | MIG  | [[Fitxer:Flag of Japan.svg\|23x15px\|border \|alt=Japó\|link=Selecció de futbol del Japó\|{{#if:\|]]      | Nanasei Iino               |
| 3  | DEF  | [[Fitxer:Flag of Brazil.svg\|23x15px\|border \|alt=Brasil\|link=Selecció de futbol del Brasil\|{{#if:\|]] | Matheus Thuler             |
| 4  | DEF  | [[Fitxer:Flag of Japan.svg\|23x15px\|border \|alt=Japó\|link=Selecció de futbol del Japó\|{{#if:\|]]      | Tetsushi Yamakawa (capità) |
| 6  | MIG  | [[Fitxer:Flag of Japan.svg\|23x15px\|border \|alt=Japó\|link=Selecció de futbol del Japó\|{{#if:\|]]      | Takahiro Ogihara           |
| 7  | MIG  | [[Fitxer:Flag of Japan.svg\|23x15px\|border \|alt=Japó\|link=Selecció de futbol del Japó\|{{#if:\|]]      | Yosuke Ideguchi            |
| 9  | DAV  | [[Fitxer:Flag of Japan.svg\|23x15px\|border \|alt=Japó\|link=Selecció de futbol del Japó\|{{#if:\|]]      | Taisei Miyashiro           |
| 10 | DAV  | [[Fitxer:Flag of Japan.svg\|23x15px\|border \|alt=Japó\|link=Selecció de futbol del Japó\|{{#if:\|]]      | Yuya Osako                 |
| 11 | MIG  | [[Fitxer:Flag of Japan.svg\|23x15px\|border \|alt=Japó\|link=Selecció de futbol del Japó\|{{#if:\|]]      | Yoshinori Muto             |
| 13 | MIG  | [[Fitxer:Flag of Japan.svg\|23x15px\|border \|alt=Japó\|link=Selecció de futbol del Japó\|{{#if:\|]]      | Daiju Sasaki (2n capità)   |
| 14 | MIG  | [[Fitxer:Flag of Japan.svg\|23x15px\|border \|alt=Japó\|link=Selecció de futbol del Japó\|{{#if:\|]]      | Koya Yuruki                |
| 15 | DEF  | [[Fitxer:Flag of Japan.svg\|23x15px\|border \|alt=Japó\|link=Selecció de futbol del Japó\|{{#if:\|]]      | Yuki Honda                 |
| 16 | DEF  | [[Fitxer:Flag of Brazil.svg\|23x15px\|border \|alt=Brasil\|link=Selecció de futbol del Brasil\|{{#if:\|]] | Caetano                    |
| 18 | MIG  | [[Fitxer:Flag of Japan.svg\|23x15px\|border \|alt=Japó\|link=Selecció de futbol del Japó\|{{#if:\|]]      | Haruya Ide                 |
| 20 | DEF  | [[Fitxer:Flag of Japan.svg\|23x15px\|border \|alt=Japó\|link=Selecció de futbol del Japó\|{{#if:\|]]      | Yuta Koike                 |
| 21 | POR  | [[Fitxer:Flag of Japan.svg\|23x15px\|border \|alt=Japó\|link=Selecció de futbol del Japó\|{{#if:\|]]      | Shota Arai                 |
| 23 | DEF  | [[Fitxer:Flag of Japan.svg\|23x15px\|border \|alt=Japó\|link=Selecció de futbol del Japó\|{{#if:\|]]      | Rikuto Hirose              |
| 24 | DEF  | [[Fitxer:Flag of Japan.svg\|23x15px\|border \|alt=Japó\|link=Selecció de futbol del Japó\|{{#if:\|]]      | Gōtoku Sakai (2n capità)   |
| 25 | MIG  | [[Fitxer:Flag of Japan.svg\|23x15px\|border \|alt=Japó\|link=Selecció de futbol del Japó\|{{#if:\|]]      | Yuya Kuwasaki              |

| N. | Pos. | Nac. | Jugador                                     |
| -- | ---- | --- | ------------------------------------------- |
| 26 | DAV  | [[Fitxer:Flag of Brazil.svg\|23x15px\|border \|alt=Brasil\|link=Selecció de futbol del Brasil\|{{#if:\|]]   | Jean Patric                                 |
| 27 | DAV  | [[Fitxer:Flag of Brazil.svg\|23x15px\|border \|alt=Brasil\|link=Selecció de futbol del Brasil\|{{#if:\|]]   | Erik (cedit pel Machida Zelvia)             |
| 29 | DAV  | [[Fitxer:Flag of Japan.svg\|23x15px\|border \|alt=Japó\|link=Selecció de futbol del Japó\|{{#if:\|]]        | Ren Komatsu                                 |
| 30 | MIG  | [[Fitxer:Flag of Japan.svg\|23x15px\|border \|alt=Japó\|link=Selecció de futbol del Japó\|{{#if:\|]]        | Kakeru Yamauchi                             |
| 31 | DEF  | [[Fitxer:Flag of Japan.svg\|23x15px\|border \|alt=Japó\|link=Selecció de futbol del Japó\|{{#if:\|]]        | Takuya Iwanami                              |
| 32 | POR  | [[Fitxer:Flag of Nigeria.svg\|23x15px\|border \|alt=Nigèria\|link=Selecció de futbol de Nigèria\|{{#if:\|]] | Richard Monday Ubong                        |
| 33 | MIG  | [[Fitxer:Flag of Japan.svg\|23x15px\|border \|alt=Japó\|link=Selecció de futbol del Japó\|{{#if:\|]]        | Rikuto Hashimoto                            |
| 35 | DAV  | [[Fitxer:Flag of Japan.svg\|23x15px\|border \|alt=Japó\|link=Selecció de futbol del Japó\|{{#if:\|]]        | Niina Tominaga                              |
| 41 | DEF  | [[Fitxer:Flag of Japan.svg\|23x15px\|border \|alt=Japó\|link=Selecció de futbol del Japó\|{{#if:\|]]        | Katsuya Nagato                              |
| 44 | MIG  | [[Fitxer:Flag of Japan.svg\|23x15px\|border \|alt=Japó\|link=Selecció de futbol del Japó\|{{#if:\|]]        | Mitsuki Hidaka                              |
| 50 | POR  | [[Fitxer:Flag of Japan.svg\|23x15px\|border \|alt=Japó\|link=Selecció de futbol del Japó\|{{#if:\|]]        | Powell Obinna Obi                           |
| 52 | MIG  | [[Fitxer:Flag of Japan.svg\|23x15px\|border \|alt=Japó\|link=Selecció de futbol del Japó\|{{#if:\|]]        | Kento Hamasaki Type 2                       |
| 66 | DEF  | [[Fitxer:Flag of Japan.svg\|23x15px\|border \|alt=Japó\|link=Selecció de futbol del Japó\|{{#if:\|]]        | Riku Matsuda                                |
| 77 | MIG  | [[Fitxer:Flag of Brazil.svg\|23x15px\|border \|alt=Brasil\|link=Selecció de futbol del Brasil\|{{#if:\|]]   | Gustavo Klismahn (cedit pel CD Santa Clara) |
| —  | POR  | [[Fitxer:Flag of Japan.svg\|23x15px\|border \|alt=Japó\|link=Selecció de futbol del Japó\|{{#if:\|]]        | Taiga Kameda Type 2                         |
| —  | DEF  | [[Fitxer:Flag of Japan.svg\|23x15px\|border \|alt=Japó\|link=Selecció de futbol del Japó\|{{#if:\|]]        | Sota Hara Type 2                            |
| —  | MIG  | [[Fitxer:Flag of Japan.svg\|23x15px\|border \|alt=Japó\|link=Selecció de futbol del Japó\|{{#if:\|]]        | Tafuku Satomi Type 2                        |
| —  | MIG  | [[Fitxer:Flag of Japan.svg\|23x15px\|border \|alt=Japó\|link=Selecció de futbol del Japó\|{{#if:\|]]        | Taiga Seguchi Type 2                        |
| —  | DAV  | [[Fitxer:Flag of Japan.svg\|23x15px\|border \|alt=Japó\|link=Selecció de futbol del Japó\|{{#if:\|]]        | Hayato Watanabe Type 2                      |

### Cedits a d'altres equips
| N. | Pos. | Nac.                                                                                                 | Jugador                              |
| -- | ---- | --- | ------------------------------------ |
| 5  | MIG  | [[Fitxer:Flag of Japan.svg\|23x15px\|border \|alt=Japó\|link=Selecció de futbol del Japó\|{{#if:\|]] | Mitsuki Saito (al Kyoto Sanga)       |
| 22 | DEF  | [[Fitxer:Flag of Japan.svg\|23x15px\|border \|alt=Japó\|link=Selecció de futbol del Japó\|{{#if:\|]] | Haruka Motoyama (al Fagiano Okayama) |
| 40 | DEF  | [[Fitxer:Flag of Japan.svg\|23x15px\|border \|alt=Japó\|link=Selecció de futbol del Japó\|{{#if:\|]] | Kaito Yamada (al Tacoma Defiance)    |
| —  | POR  | [[Fitxer:Flag of Japan.svg\|23x15px\|border \|alt=Japó\|link=Selecció de futbol del Japó\|{{#if:\|]] | Shioki Takayama (al FC Ryukyu)       |
| —  | POR  | [[Fitxer:Flag of Japan.svg\|23x15px\|border \|alt=Japó\|link=Selecció de futbol del Japó\|{{#if:\|]] | Yuya Tsuboi (al RB Omiya Ardija)     |

| N. | Pos. | Nac.                                                                                                 | Jugador                            |
| -- | ---- | --- | ---------------------------------- |
| —  | DEF  | [[Fitxer:Flag of Japan.svg\|23x15px\|border \|alt=Japó\|link=Selecció de futbol del Japó\|{{#if:\|]] | Justin Homma (al Matsumoto Yamaga) |
| —  | DEF  | [[Fitxer:Flag of Japan.svg\|23x15px\|border \|alt=Japó\|link=Selecció de futbol del Japó\|{{#if:\|]] | Yusei Ozaki (al Blaublitz Akita)   |
| —  | MIG  | [[Fitxer:Flag of Japan.svg\|23x15px\|border \|alt=Japó\|link=Selecció de futbol del Japó\|{{#if:\|]] | Shuto Adachi (al Thespa Gunma)     |
| —  | MIG  | [[Fitxer:Flag of Japan.svg\|23x15px\|border \|alt=Japó\|link=Selecció de futbol del Japó\|{{#if:\|]] | Tatsunori Sakurai (al Sagan Tosu)  |
| —  | MIG  | [[Fitxer:Flag of Japan.svg\|23x15px\|border \|alt=Japó\|link=Selecció de futbol del Japó\|{{#if:\|]] | Juzo Ura (al Kataller Toyama)      |

## Futbolistes històrics destacats
- Fábio Simplício
- Bismarck
- Leandro Love
- Kim Do-Hoon
- Michael Laudrup
- Thomas Bickel
- Pavel Horváth
- Lukas Podolski
- Andrés Iniesta
- David Villa
- Bojan Krkic
- Sergi Samper